# Michael Bradley (rugbista)
Michael Timothy Bradley (Cork, 17 novembre 1962) è un ex rugbista a 15 e allenatore di rugby a 15 irlandese, allenatore dell'University College Cork.

## Biografia
Proveniente da una famiglia di sportivi (suo padre Austin fu terza linea ala a livello di club), in gioventù Bradley praticò hurling, calcio gaelico, calcio, golf e tennis prima di dedicarsi al rugby, disciplina nella quale fu il più giovane rappresentante dell'Irlanda a livello internazionale nel 1980 quando, a 17 anni, fu incluso nell'Under-19 che affrontò un tour in Australia.

### Attività da giocatore
Cresciuto nell'ultimo quindicennio dell'era dilettantistica, durante tutta la sua carriera agonistica Bradley lavorò dapprima in banca, poi nel settore assicurativo e a seguire in quello grafico.
A livello di club Bradley militò nel Cork Constitution che, da capitano, guidò alla conquista di tre Coppe della provincia di Munster; rappresentò anche Munster a livello di campionato interprovinciale irlandese.
Debuttò per l'Irlanda a Dublino contro l'Australia nel corso del tour degli Wallabies del 1984 e pochi mesi dopo vinse il Cinque Nazioni 1985; prese successivamente parte alla Coppa del Mondo di rugby 1987 in Nuova Zelanda; nel corso della sua carriera internazionale si trovò anche, da capitano, ad avere come commissario tecnico suo suocero, l'ex giocatore Noel Murphy.
Ancora da capitano prese parte alla Coppa del Mondo di rugby 1995 in Sudafrica, che fu anche il suo ultimo atto da giocatore: dopo l'ultima partita disputata dall'Irlanda nel torneo, Bradley si ritirò dall'attività agonistica.
Furono in totale 40 gli incontri disputati da Bradley in Nazionale; in carriera vanta anche un invito nei Barbarians nel 1992 per un'esibizione contro la rappresentativa delle Midlands Orientali.

### Attività da allenatore
La prima esperienza tecnica di Bradley fu nella sua squadra di club, il Cork Constitution; a seguire entrò nello staff federale e gli fu affidata la Nazionale irlandese Under-21 prima che gli venisse chiesto di allenare la provincia di Connacht, nel 2003 a rischio chiusura, inizialmente per un anno.
A Galway Bradley rimase, invece, sette stagioni e, quando nel 2010 la sua candidatura alla guida di un'altra provincia irlandese non ebbe successo, accettò la proposta dell'International Rugby Board di assumere la guida tecnica della Nazionale della Georgia per collaborare alla crescita del movimento in quel Paese.
Nelle more dell'assunzione dell'incarico di C.T. da parte di Declan Kidney, inoltre, Bradley ricoprì il ruolo di commissario tecnico ad interim dell'Irlanda nel corso del tour del 2008 in Australasia.
A maggio 2011 gli fu proposto un contratto biennale in Pro12 alla guida dell'Edimburgo; al primo anno riuscì a guidare la squadra fino alla semifinale di Heineken Cup, impresa mai realizzata da alcuna formazione scozzese prima di allora; la seconda stagione fu caratterizzata invece da risultati inferiori alle aspettative e la società non rinnovò il biennale a Bradley, sfiduciando sia lui che il suo secondo, l'inglese Neil Back.
Dopo la fine del rapporto con l'Edimburgo, la Federazione georgiana richiamò Bradley per offrirgli il posto di assistente allenatore della Nazionale e di tecnico dei tre quarti, incarico che ricoprì per tre stagioni.
Nella stagione successiva tornò ad essere capo allenatore nella SuperLiga rumena alla guida del CSM Bucarest, con cui rimase un solo campionato.
Nel luglio del 2017 fu chiamato alla guida delle Zebre.